# Scooby-Doo och Ghoulskolan
Scooby-Doo och Ghoulskolan (originaltitel: Scooby Doo and The Ghoul School) är en amerikansk tecknad TV-film från 1988. Filmen regisserades av Charles A. Nichols.

## Handling
Scooby-Doo, Shaggy och Scrappy tar anställning som gymnastiklärare på en flickskola. Då de anlänt upptäcker de att eleverna på skolan är andar och spöken, och döttrar till världens hemskaste monster. Shaggy och Scooby finner sig dock snart tillrätta och med deras hjälp vinner skolan för första gången på många år en volleybollturnering mot pojkarna i en närbelägen militärkadettskola.
Men i bakgrunden lurar den elaka häxan Revolta. Tillsammans med sina spindelvarelser kidnappar hon flickorna för att komma åt deras magiska krafter. Nu blir det upp till Shaggy, Scooby och pojkarna på kadettskolan att slå sina kloka huvuden ihop för att rädda flickorna.

## Svenska röster
- Scooby-Doo – Stefan Frelander
- Shaggy – Thomas Engelbrektson
- Scrappy-Doo – Håkan Mohede
- Elden – Mikael Roupé
- Miguel – Gizela Rasch
- Grymling – Maude Cantoreggi
- Vera – Gizela Rasch
- Fantasma – Lena Ericson
- Elsa – Gizela Rasch
- Sibella – Ewa Nilsson
- Sten – Olli Markenros
- Stig – Ewa Nilsson
- Grönheden – Mikael Roupé
- Jamaal – Ewa Nilsson
- Revolta – Anja Schmidt
- Kryparen – Olli Markenros
- Tupp – Anja Schmidt
- Garva – Lena Ericsson

## Övriga röster
- Lena Ericsson
- Stefan Frelander
- Thomas Engelbrektson
- Gizela Rasch
- Mikael Roupé
- Håkan Mohede
- Olli Markenros
- Anja Schmidt

## Översättning
- Cecilia Molander